# Lycium schreiteri
Lycium schreiteri ist eine Pflanzenart aus der Gattung der Bocksdorne (Lycium) in der Familie der Nachtschattengewächse (Solanaceae).

## Beschreibung
Lycium schreiteri ist ein aufrecht wachsender, 0,5 bis 2 m hoch werdender Strauch. Seine Laubblätter sind sukkulent, ihre Behaarung variiert zwischen unbehaart und fein drüsiger Behaarung. Die Blätter werden 4 bis 25 mm lang und 2 bis 11 mm breit.
Die Blüten sind zwittrig und meist fünf-, selten sechszählig. Der Kelch ist röhrenförmig bis glockenförmig und unbehaart. Die Kelchröhre wird 6 bis 9 mm lang und ist mit 1 bis 3 mm langen Kelchzipfeln besetzt. Die Krone ist trichterförmig, die Kronröhre wird 8,5 bis 11 mm lang, die Kronlappen 3,5 bis 5 mm. Die Staubfäden sind 3 bis 4,5 mm oberhalb der Basis dicht mit feinen Trichomen behaart.
Die Frucht ist eine orange, eiförmige Beere, die 6 mm lang und 5 mm breit wird und eine Einschnürung aufweist. Sie enthält je Fruchtknotenfach etwa 30 Samen.

## Vorkommen
Die Art ist in den argentinischen Provinzen Catamarca, La Rioja, San Juan und Tucumán verbreitet.

## Belege
- J.S. Miller und R.A. Levin: Lycium schreiteri. In: Project Lycieae